# Filip Lazarov
Filip Lazarov (mazedonisch Филип Лазаров; * 21. April 1985 in Sveti Nikole, SR Mazedonien, SFR Jugoslawien) ist ein aus Nordmazedonien stammender Handballtrainer und ehemaliger Handballspieler. Lazarov wurde zumeist im linken Rückraum eingesetzt.

## Karriere

### Verein
Der 1,99 m große und 100 kg schwere Rechtshänder startete seine Profikarriere 2003 beim mazedonischen Verein RK Metalurg Skopje, mit dem er 2006 Meisterschaft und Pokal gewann. Nach einer Saison beim ungarischen Klub PLER KC in Budapest kehrte er 2007 zurück zu Metalurg. 2008, 2010 und 2011 holte er erneut den Titel sowie 2009, 2010 und 2011 den Pokal. International erreichte er das Viertelfinale im EHF-Pokal 2007/08 und im EHF-Europapokal der Pokalsieger 2008/09. Zur Saison 2011/12 wechselte er zu RK Pelister Bitola. Nach kurzer Zeit schloss er sich jedoch dem Konkurrenten RK Vardar Skopje an. Mit Vardar wurde er 2013, 2015 und 2016 Meister sowie 2012, 2014, 2015 und 2016 Pokalsieger. 2012 und 2014 gewann er ebenfalls die SEHA-Liga. In der EHF Champions League 2013/14 schaltete er im Achtelfinale den Titelverteidiger HSV Hamburg aus, schied dann aber im Viertelfinale aufgrund der Auswärtstorregel gegen die SG Flensburg-Handewitt aus. Im Sommer 2016 wechselte er zum rumänischen Erstligisten SCM Politehnica Timișoara. Ab der Saison 2018/19 spielte er für die SG Ratingen.

### Nationalmannschaft
Filip Lazarov stand im Aufgebot der mazedonischen Nationalmannschaft. Bei der Weltmeisterschaft 2009 erreichte er Platz 11, bei der Europameisterschaft 2012 den fünften, bei der Weltmeisterschaft 2013 den 14. Rang, bei der Weltmeisterschaft 2015 den 9. Rang, bei der Europameisterschaft 2016 den 11. Rang, bei der Weltmeisterschaft 2017 den 15. Rang, bei der Europameisterschaft 2018 den 11. Rang und bei der Weltmeisterschaft 2019 den 15. Rang. Bis 2019 bestritt er 77 Länderspiele, in denen er 140 Tore erzielte.

## Trainer
Im Sommer 2022 übernahm er das Training der ersten Mannschaft von interaktiv.handball.

## Erfolge
- Mazedonischer Meister 2006, 2008, 2010, 2011, 2013, 2015 und 2016
- Mazedonischer Pokalsieger 2006, 2009, 2010, 2011, 2012, 2014, 2015 und 2016
- SEHA-Liga Meister 2012 und 2014
- 5. Platz bei der Europameisterschaft 2012

## Privates
Lazarov lebt mit seiner Frau und seinen beiden Söhnen in Düsseldorf. Sein älterer Bruder Kiril Lazarov war ebenfalls Handballnationalspieler und -trainer.